# Schützenpanzer Lang HS.30
El Schützenpanzer Lang HS.30, també conegut com a Schützenpanzer 12-3, fou un dels primers models de vehicle de combat d'infanteria, sent desenvolupat a l'Alemanya Occidental durant la dècada dels 50. A diferència de la doctrina americana, que apostava per transports blindats de personal, els alemanys van decidir fabricar un blindat que no només servís per transportar els soldats sinó que també els donés suport en combat.
Dissenyat per Hispano-Suiza, Alemanya Occidental inicialment en va fer una comanda de 10.000 unitats. A causa de diferents problemes mecànics, però, només 2.176 s'acabarien fabricant. Els models es van desplegar per primer cop el 1958 i a partir de 1971 anirien sent substituïts pel Schützenpanzer Marder. Alguns dels models serien venuts al Perú. Durant la seva producció hi va haver casos de corrupció, amb suborns a personalitats implicades a l'adquisició dels vehicles, que van desembocar en escàndol quan es va destapar.

## Desenvolupament
Després de la Segona Guerra Mundial els EUA van apostar dotar la seva infanteria mecanitzada amb transports blindats de personal, els M113, que permetien seguir les formacions de tancs i desplegar la infanteria amb seguretat, però sense donar-los autèntic suport en combat. Els alemanys rebutjaven aquesta doctrina, en part, per les experiències de l'exèrcit alemany durant la Segona Guerra Mundial, on sovint els transports, com l'SdKfz 251, es veien involucrats en els enfrontaments i havien de donar suport directe. Per això van començar el desenvolupament de l'Spz 12-3, més blindat i ben armat que l'M113 i que havia de servir per acompanyar els tancs i combatre-hi braç a braç tot transportant la infanteria mecanitzada, els panzergrenadiers.

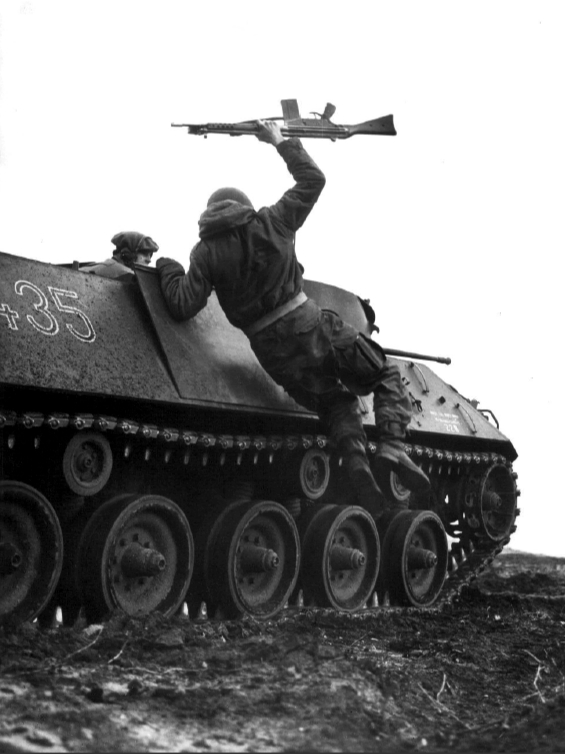
Un soldat alemany salta d'un Schützenpanzer Lang HS.30 durant unes maniobres l'any 1960.

## Característiques

### Blindatge i distribució
El buc del Schützenpanzer Lang HS.30 consisteix en una barcassa d'acer, que arriba a un màxim de gruix de 30 mm al frontal. Aquest blindatge oferia protecció contra armes lleugeres als laterals i al darrere i contra projectils de fins a 14,5-20 mm al frontal.
La torreta, de relativament petites dimensions, anava col·locada vora el frontal i el lateral dret del blindat. Tant la torreta com el buc tenien el blindatge fortament inclinat, fet que permetia resistir millor els impactes, i al mateix temps tenia una silueta molt reduïda, fet que en dificultava l'albirament.
El conjunt estava dividit en tres compartiments: el de conducció al davant, el de tropa enmig i el del motor al darrere. Com que el vehicle era petit només podia transportar 5 soldats, molt menys que els blindats contemporanis. A més a més, a causa de tenir el motor al darrere, els soldats havien d'entrar per unes escotilles al sostre del vehicle.

### Armament

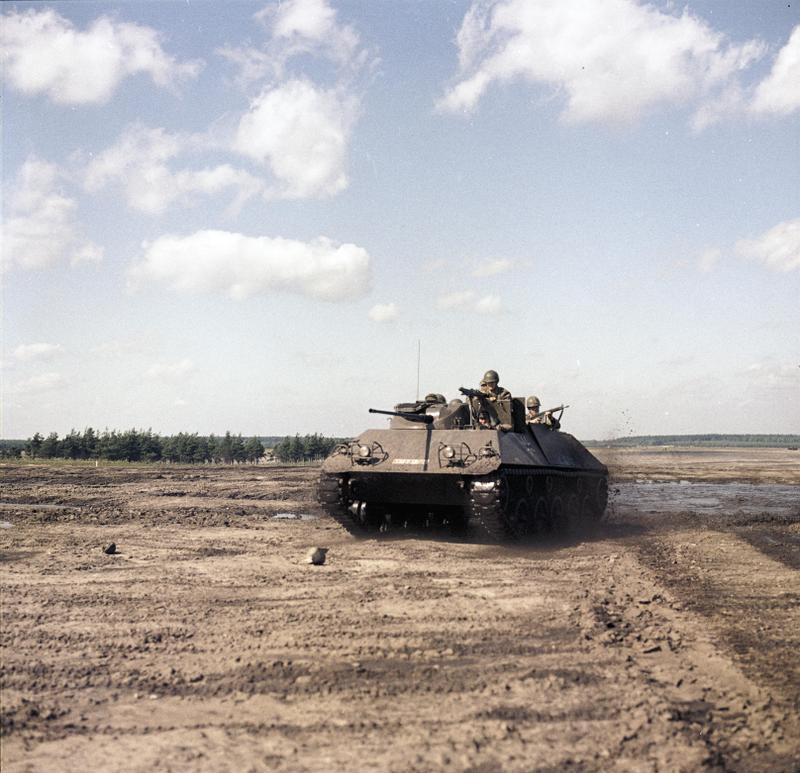
Un Schützenpanzer 12-3 avança per un terreny fangós. A la fotografia es pot veure la metralladora MG3 al costat de la torreta.

L'armament principal de l'HS-30 era un canó automàtic Hispano-Suiza L/86 HS 820 de 20 mm. Aquesta arma podia disparar projectils de 20 mm d'alt explosiu-incendiaris i perforants. Amb una velocitat de sortida de canó de 1.100 m/s i una cadència de tir de 1.000 projectils per minut, l'HS.820 podia atacar helicòpters, vehicles blindats lleugers i armament antitanc. En comparació amb altres vehicles de transport d'infanteria de l'època estava molt ben armat, per això es considera l'HS-30 un dels primers vehicles de combat d'infanteria.
A més a més, a molts models, posteriorment, s'hi va muntar una metralladora MG3 de 7,62 mm al frontal i a l'esquerra de la torreta. Aquesta metralladora, derivada de la famosa MG42, amb una cadència de foc de fins a 1.300 bales per minut podia donar foc de cobertura per la infanteria que transportava.

### Sistema motor
La base del sistema motor del Schützenpanzer Lang HS.30 era un motor Rolls-Royce B81 Mk 80F de 8 cilindres, que funcionava amb gasolina i tenia una potència d'uns aproximadament 200 CV. Aquest motor, pensat per un blindat d'unes 10 tones, era insuficient i a causa d'això sovint provocava avaries, a més a més, el consum de combustible era molt elevat.
Per altra banda la suspensió, per barres de torsió, era força fràgil i de vegades també comportava problemes. Tot i que aquests problemes es van anar solucionant posteriorment, l'HS-30 es va guanyar una reputació de poc fiable.

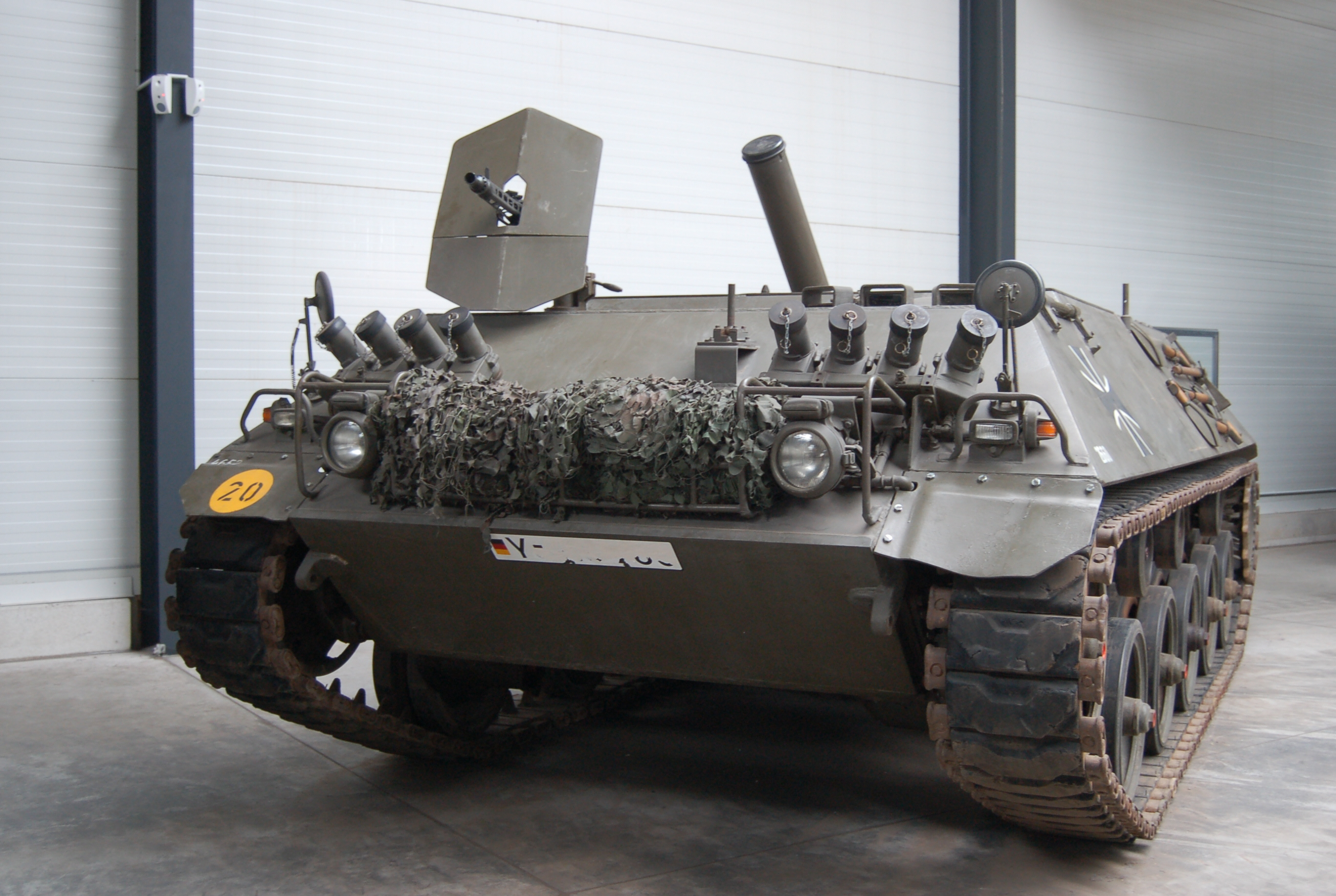
La variant armada amb un morter, el Panzermörser, també disposava d'una metralladora MG3 per a la seva protecció, ubicada al frontal dret i amb un escut per protegir-ne el servidor.

## Variants
A partir del xassís de l'HS-30 es van desenvolupar diferents variants per complir rols diversos al camp de batalla:
- FüFu. Vehicle de comandament.
- LGS M40A1. Variant antitanc armada amb un canó sense retrocés M40A1 de 106 mm.
- Panzermörser. Morter autopropulsat, inicialment armat amb un morter de 81 mm però posteriorment substituït per un de 120 mm.
- Feuerleitpanzer. Versió d'observació d'artilleria.
- Raketenjagdpanzer 1. Segona variant antitanc equipada amb míssils filoguiats Nord SS.11.